# Enter the Realm of Death
Enter the Realm of Death è il secondo album dei Runemagick, pubblicato nel 1998 per conto della Century Media.

## Tracce
1. "Hymn of Darkness (Intro)"   – 0:58
2. "Enter the Realm Of Death"   – 6:09
3. "Longing for Hades"   – 5:01
4. "Dwellers beyond Obscurity"   – 5:08
5. "Abyss of Desolation"   – 5:20
6. "Beyond (The Horizons End...)"   – 6:33
7. "Dethrone the Flesh"   – 4:33
8. "The Portal of Doom"   – 1:31
9. "Dreamvoid Serpent"   – 3:56
10. "The Call of Tombs"   – 5:53
11. "Lightworld Damnation"   – 4:08
12. "Dark Necroshadows"   – 4:53
13. "The Malicious Paradise"

## Formazione
- Nicklas "Terror" Rudolfsson - voce, chitarra, batteria, tastiera, basso
- Fredrik Johnsson - basso, chitarra